# Гросфанер
Гросфанер (нем. Großfahner) — община в Германии, в земле Тюрингия. 
Входит в состав района Гота. Подчиняется управлению Фанер Хёэ.  Население составляет 850 человек (на 31 декабря 2010 года). Занимает площадь 11,41 км².